# Павловка (Краснодарский край)
Павловка — упразднённое село Анапского района Краснодарского края России. Находится на территории современного Супсехского сельского округа в муниципальном образовании город-курорт Анапа.

## География
Село находилось в западной части края, и слилось с селом Варваровка. 

## Инфраструктура
В селе Варваровка функционируют основная школа, детский сад, врачебная амбулатория, дом культуры и отделение Почты России.

## Транспорт
Автомобильный транспорт.
Остановка общественного транспорта «Павловка».